# Anna Fité Salvans
Anna Fité Salvans (Sabadell, 27 de novembre de 1958) és una escriptora, guionista, periodista i dinamitzadora cultural catalana. És llicenciada en Ciències de la Informació (UAB, 1984) i màster d'escriptura per a cinema i televisió (1991).
Com a membre de la Joventut de la Faràndula, va començar escrivint obres de teatre juvenil primerenques (Blancaneus i la reina Vanitosa, 1989; El somni del petit turquesa, 1992). Més endavant, va entrar en contacte amb el Moviment Rialles –avui anomenat Xarxa– i col·laborà amb diferents companyies, com ara la companyia de pallassos La Puça (amb Els cavallers del nas vermell), el grup Xirriquiteula (amb Faules) o el Ballet Alèxia (amb El Màgic Traçapoca i tiro perquè em toca). Amb la Xarxa organitzà durant deu anys la Mataró de Contes solidaris, al Teatre Romea i al Teatre Nacional de Catalunya. Com a periodista, a principis dels anys vuitanta entrà a treballar al Diari de Sabadell, on s'hi va estar durant 10 anys. També ha col·laborat a la revista Quadern i a Ràdio Sabadell.
Ha col·laborat en l'equip de guionistes de Barri sèsam, Los Lunnis i Leonart per a Televisió Espanyola i a El cor de la ciutat, Nissaga de poder, Ventdelpla i Laberint d'ombres, entre d'altres, per a Televisió de Catalunya. Va ser presidenta del GAC (Guionistes Associats de Catalunya) de 2004 a 2006 i és patrona de la Fundació Cavall Fort des del 2011.
Ha escrit diferents espectacles per a públic familiar, entre els quals Dodie i els dàlmates (2009) o Zoomwatts, conte musical per a emocionautes (2012). És autora de les cantates següents: El tren de les cançons (1996), No sé el teu nom (amb música de Toni Xuclà, 1997), El músic eixelebrat (1999), Un rei per a Bretanya (2000) i La mare dels ous! (2009).
L'any 2020 va rebre una de les Beques per a la creació literària de la Institució de les Lletres Catalanes pel projecte Sopa de menta amb picarols.
L'any 2021 va obtenir el primer Premi Emili Teixidor per lectors d’entre 5 i 7 anys amb el llibre El concert més animal.

## Llibres publicats[1]
- El somni del Petit Turquesa. Barcelona, Editorial La Galera. 1993
- Ada i Max... (6 vol.). Barcelona, Ed: Editorial Casals. 1998
- Estrella Delta. Barcelona, Ed: La Galera. 2000
- Vivim!, lemes que mouen el món. Barcelona, Ed: Pòrtic. 2004
- És nit de Reis. Conte de Nadal editat per Sabadell Comerç Centre, Sabadell. 2007
- Zoomwatts!!!. Barcelona, Ed: La Galera. 2012
- Xala, va! Barcelona Ed: La Galera 2016
- Voilà!, els besnets del Gat amb Botes. Ed. La Galera, amb il·lustracions de Laia Ferraté, 2017
- Sant Toni i el Gat, La Ratolineta Pérez, El Pixaner i La Mare Noel, El Caputxet verd i Doña Sancha de la Panza, La mofeta presumida. De la col·lecció "I SI...?", de l'editorial La Galera, amb il·lustracions de Cuchu. De 2018 a 2020.
- Sopa de menta amb picarols. Ed. La Galera. Il·lustracions de Laia Berloso. 2021.

## Premis i reconeixements
- 1992 – VI Premi Eduard Rifà de guions radiofònics convocat per Ràdio Associació de Catalunya per l'obra Em moriré demà.
- 1995 – VIII Premi Eduard Rifà per l'obra Una setmana sense pati.
- 1998 – Premi de la Institució de les Lletres Catalanes a l'equip de disset guionistes de Nissaga de poder.
- 1998 – Premi Sabadellenc de la Jove Cambra.
- 1998 – VIII Premi Associació Mirall de cançons, atorgat pel departament de Joventut de la Generalitat, per la cançó La recepta de les bruixes, amb música de Francesc Membrives.
- 2021 – 1r Premi Emili Teixidor, de contes per a primers lectors, convocat per La Galera, amb El concert més animal!